# Lagtävlingen i fälttävlan i ridsport vid olympiska sommarspelen 1988
Lagtävlingen i fälttävlan i ridsport vid olympiska sommarspelen 1988 var en av sex ridsportgrenar som avgjordes under de olympiska sommarspelen 1988. 

## Medaljörer
| Event | Guld                                                                       | Silver                                                                     | Brons                                                               |
| Lag   | Västtyskland Claus Erhorn Matthias Baumann Thies Kaspareit Ralf Ehrenbrink | Storbritannien Mark Phillips Karen Straker Virginia Holgate Leng Ian Stark | Nya Zeeland Mark Todd Marges Knighton Andrew Bennie Tinks Pottinger |

## Resultat
| Placering | Nation         | Poäng   |
| 1         | Västtyskland   | -225,95 |
| 2         | Storbritannien | -256,80 |
| 3         | Nya Zeeland    | -271,20 |
| 4         | Polen          | -389,60 |
| 5         | Australien     | -457,60 |
| 6         | Frankrike      | -498,80 |
| 7         | Sydkorea       | -740,15 |
| -         | USA            | DNF     |
| -         | Italien        | DNF     |
| -         | Japan          | DNF     |